# 高木正盛
高木 正盛（たかぎ まさもり）は、江戸時代前期の大名。河内国丹南藩の4代藩主。官位は従五位下・主水正。

## 略歴
3代藩主・高木正弘の長男として誕生した。母は柴田康長の娘。
明暦4年（1658年）、父の死去により跡を継ぐ。大番頭となる。
寛文10年（1670年）2月10日、36歳で死去し、跡を長男の正豊が継いだ。墓所は東京都杉並区永福の栖岸院。

## 系譜
- 父：高木正弘（1613年 - 1658年）
- 母：柴田康長娘
- 正室：板倉重矩娘
  - 長男：高木正豊（1662年 - 1681年）
  - 次男：高木正陳（1665年 - 1741年）
- 生母不明の子女
  - 三男：板倉重行 - 板倉重直の養子
  - 女子：板倉重矩養女 - 脇坂安村正室